# Sint-Vedastuskerk (Vlamertinge)

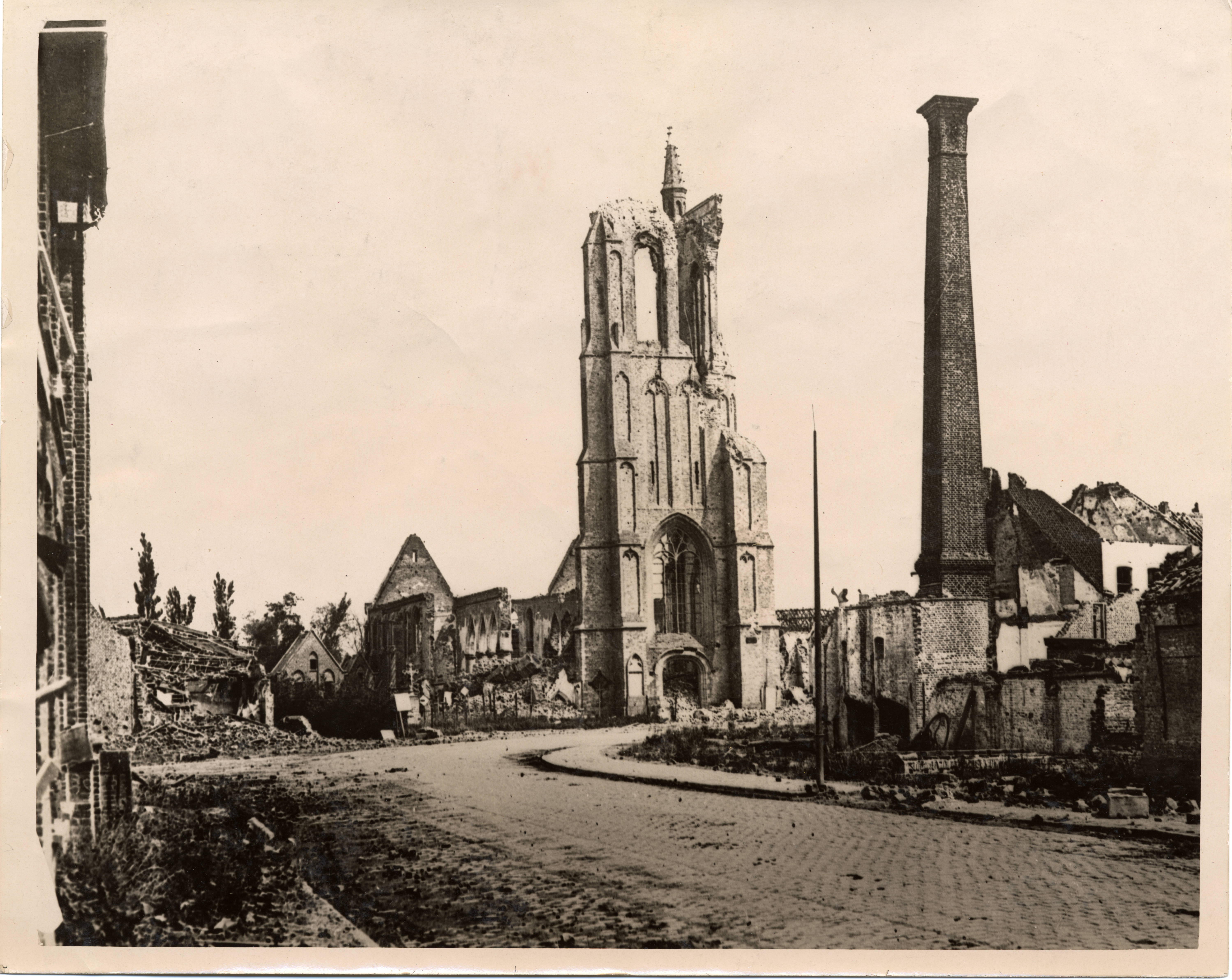
De kerk tijdens de Eerste Wereldoorlog

De Sint-Vedastuskerk is een kerk in Vlamertinge.

## Geschiedenis

### Graafschap Vlaanderen
De kerk is vernoemd naar de heilige Vedastus. In 857 zou er voor het eerst een kapel gebouwd zijn. De kerk is een aantal keer vernield en telkens herbouwd. Zo brandde de kerk af in 970 en 1080. In 1118 werd de kerk herbouwd en ze werd vergroot. In de periode van 1296 en 1297 leiden de twisten tussen de Vlaamse graaf en Franse koning een hoogtepunt en werd er in het graafschap Vlaanderen veel geplunderd zo werd Vlamertinge in die tijd ook geplunderd en brandde de kerk en vele huizen af. In 1301 werd een nieuwe kerk gebouwd. Het kapittel van Sint-Pieters te Rijsel en het "magistraat der kasselrij van Veurne" kwamen tussen in de onkosten.

### Spaanse tijd
In het jaar 1505 werd de toren van de kerk gebouwd. Meester Andreas de Ghelcke (schepen van de parochie en de heerlijkheid van Vlamertinge) legde de eerste steen van de kerktoren. Op zaterdag 25 november 1509 brandde de sacristie van de kerk af. De parochie verloor hier al haar archieven inclusief het "oudenbouck". In november 1525 zorgde er een orkaan voor dat het dak van de kerk beschadigd geraakt alsook vele huizen in het dorp. Op de nacht voor 26 juni 1545 werd de hofstede in brand gestoken. Vele dorpelingen hielpen de brand te blussen. Sommigen maakten van de situatie gebruik om de kerk te plunderen. Op de nacht van 14 op 15 augustus 1566 plunderden geusgezinden onder leiding van Sebastiaan Matte de kerk. Op 22 december 1579 brandden geformeerden de kerk af. In 1667 werden de banken in de kerk vervangen door stoelen.

### Oostenrijkse Nederlanden
Het dak van de toren werd in november 1750 met Schalie (hout) bedekt. Vier jaar later werd een nieuw uurwijzer opgehangen door Pieter Ryckewaert. Keizer Jozef II verbiedt op 26 juni 1784 om nog langer doden in de kerk te begraven. Er wordt een nieuwe orgel aangekocht in het jaar 1785. Tijdens de Eerste Coalitieoorlog in 1793 staken de Fransen de kerk in brand (op 29 oktober) omdat ze hun frontlinie, die ook door Ieper liep, kwijtraakten.

### Napoleontische tijd
In de jaren 1808-1823 werd de kerk hersteld. Daarvoor in 1801 werd de kerk deels gerepareerd met stro. Tijdens de Franse bezetting werden er smeekbrieven gestuurd naar keizer Napoleon voor financiële bijstand.

### Eigen tijd
In het begin van de 20ste eeuw werd de toren grondig vernieuwd. De kerk liep schade op tijdens bombardementen in de Eerste en Tweede Wereldoorlog. Zo brandde op 12 juni 1915 de kerk af na in brand te zijn geschoten. Bij de renovatiewerken hield men zoveel mogelijk rekening met de vooroorlogse originele toren. Na de wederopbouw werd de toren in 1938 beschermd als monument. Tijdens de Tweede Wereldoorlog kwam een obus terecht op het koor (achteraan de kerk) van de kerk. De muur was weg en het dak moest ondersteund worden. Bij de ontploffingen kwamen ook weer doden boven het graf te liggen, omdat in die tijd het kerkhof zich direct rondom de kerk bevond.

## Architectuur
De huidige hallenkerk is in neogotische stijl opgetrokken. De 64,37 meter hoge toren is een voorgeplaatste westtoren op vierkant grondplan, die vooral in de onderste geledingen nog originele elementen uit 1505 heeft behouden. Hij is opgetrokken in gele baksteen op een basis van Atrechtse zandsteen. De 17,39 meter hoge naaldspits is bij de reconstructie aan de basis ietwat verbreed ten koste van de rondgang.

## Interieur
In de kerk hangen enkele bijzondere schilderijen. Naast verschillende doeken uit 1736 gesigneerd S. Counet, gaat het om:
- De marteldood van Blasius van Sebaste (Gaspar de Crayer, ca. 1646)
- Carolus Borromeus en de pestlijders van Milaan (Vigor Boucquet, 1670)